# Teatro de Aso
El Teatro de Aso fue un antiguo teatro griego de la ciudad de Aso en la región histórica de Tróade, en Asia Menor, en la actual Turquía. Estaba situado en la ladera sur de la colina de la ciudad, al sur del ágora.

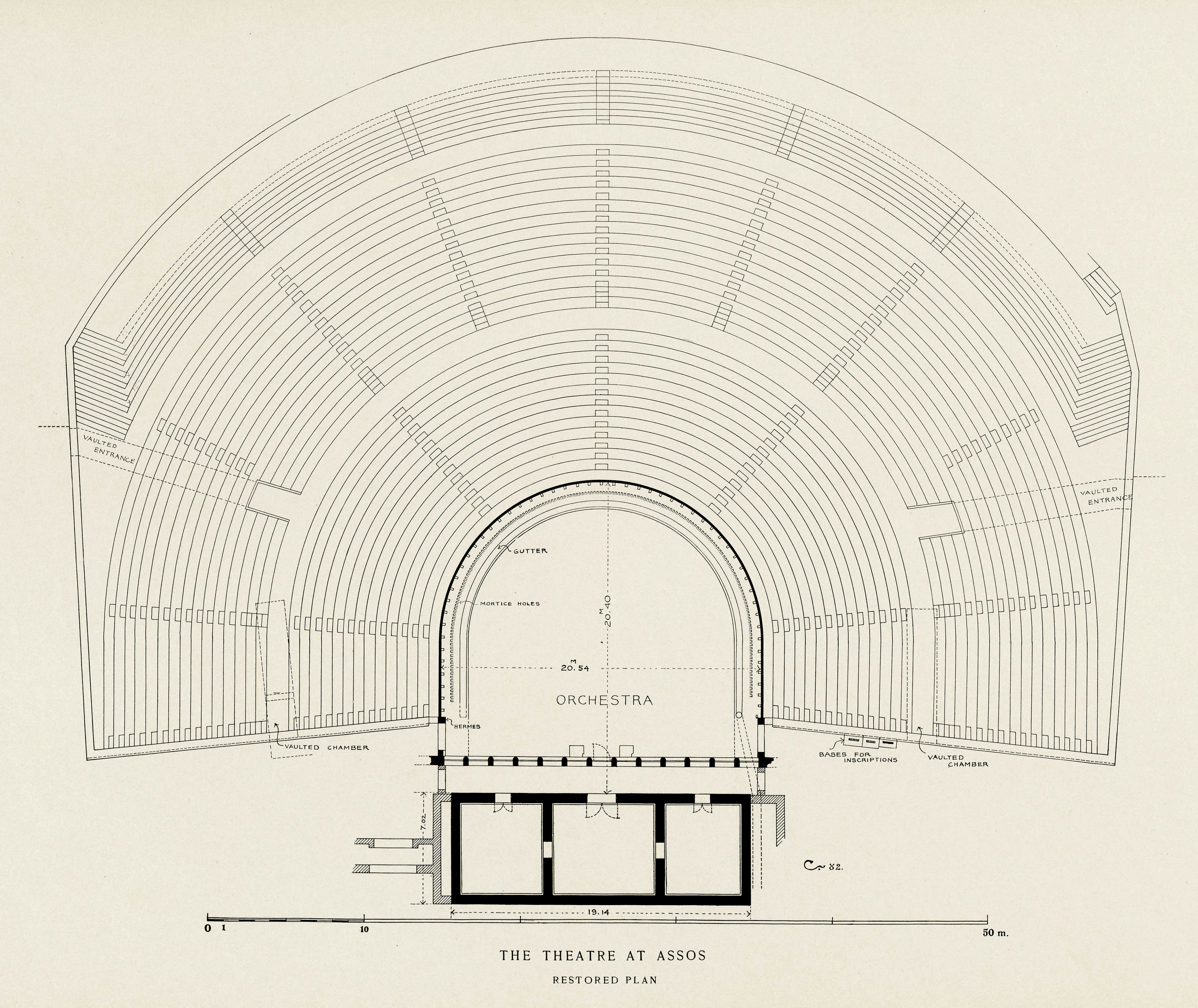
Plano del teatro de Aso.

Fue construido en el período helenístico y data de alrededor del año 250 -200 a. C. Sin embargo, es posible que sustituyera a un predecesor.
Tiene un auditorio semicircular de unos 67,5 m de diámetro. Escaleras verticales lo dividen en seis secciones. Dos pasillos transversales (diazomata) dividen el auditorio en una parte inferior, otra central y otra superior. Solo la parte inferior se ha conservado mejor. Las partes superiores se han visto afectadas por los terremotos. La cávea tenía capacidad para unas 5000 personas.
La orchestra tiene excepcionalmente forma de herradura en lugar de redonda. Su diámetro es de unos 20,5 m. La anchura de la skené (escenario) era de 19,5 m. Tenía dos pisos y tres espacios en el piso inferior. Los cimientos del edificio están bien conservados.
En la época romana, el teatro se adaptó a los espectáculos de la arena romana construyendo un graderío entre el auditorio y la orchestra.